# Angelica Catalani

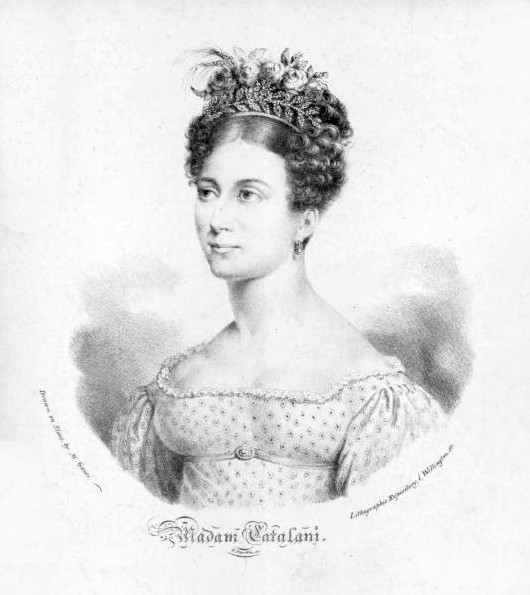
Angelica Catalani um 1810, Lithographie von Maxim Gauci

Angelica Catalani (* 10. Mai 1780 in Senigallia bei Ancona; † 12. Juni 1849 in Paris, Frankreich) war eine italienische Opernsängerin (Koloratursopran) von legendärem Ruf.

## Leben
Angelica Catalani, Tochter des Edelsteinhändlers Antonio Catalani und seiner Frau Antonia Summi, erhielt ihren ersten Unterricht beim Domkapellmeister von Senigallia, Pietro Morandi. Sie kam danach zur Erziehung in das Kloster Santa Lucia in Gubbio bei Rom, wo sie bereits als Kind, wenn sie etwa mit den Nonnen in der Kirche sang, durch ihr Gesangstalent Aufsehen erregte. Über ihre musikalische Ausbildung, die sie zuerst im Kloster erhielt, liegen jedoch nur wenige gesicherte Angaben vor. In ihrem 14. Lebensjahr verließ sie das Kloster und wurde vielleicht von der in Venedig lebenden Sängerin Boselli (Pseudonym für Anna Morichelli) unterrichtet. Ihre weitere Ausbildung erhielt sie durch die beiden berühmten Kastratensoprane Luigi Marchesi und Girolamo Crescentini.
Sie debütierte 1797 in Venedig am Teatro La Fenice in der Oper La Lodoiska von Johann Simon Mayr. 1798 trat sie in Livorno auf, im nächsten Jahr am Teatro della Pergola in Florenz und 1800 an der Mailänder Scala. Dort wirkte sie u. a. am 26. Dezember 1800 bei der Uraufführung der Oper Clitemnestra von Niccolò Antonio Zingarelli und am 21. Januar 1801 in I Baccanali di Roma von Giuseppe Nicolini mit. 1801 gab sie ferner in Rom und Neapel Vorstellungen. In all diesen großen Städten Italiens feierte sie neben Crescentini und Luigi Marchesi beispiellose Erfolge. Sie erhielt gegen Ende 1801 wohl durch den Prinzregenten von Portugal ein Engagement in Lissabon, wo sie unter anderem in zahlreichen Opern des portugiesischen Komponisten Marcos António Portugal genannt „Portogallo“ auftrat, u. a. in La morte di Semiramide (UA: 23. Dezember 1801), die eine Lieblingsoper von ihr wurde. Auch hier entzückte sie jahrelang das Publikum und erhielt bereits beträchtliche Gagen.
Während ihres Aufenthaltes in Portugal machte Catalani die Bekanntschaft von Paul Valabrègue, dem Attaché an der französischen Gesandtschaft in Lissabon und ehemaligem französischen Kapitän, und nahm ihn 1804 zum Gatten. In der Folge fungierte Valabrègue, der in der Literatur häufig als habsüchtig charakterisiert wird, als ihr Manager. Sie reiste mit ihm 1806 über Madrid und Paris nach London. In Paris war sie nur in Konzerten aufgetreten und hatte Napoleons lukrative Offerte für ein Engagement an der Grand Opéra abgelehnt. Während ihres siebenjährigen Englandaufenthalts stand sie als eine der bedeutendsten Primadonnen ihrer Zeit am Höhepunkt ihres Ruhms und erwarb sich ungeheure, die damals üblichen Gagen weit übersteigende Summen Geldes. In London trat sie erstmals im Dezember 1806 am King’s Theatre in der Titelrolle von Portogallos La morte di Semiramide auf. Am selben Haus wirkte sie auch in vielen weiteren Opern, u. a. in La morte di Cleopatra von Sebastiano Nasolini, der die Titelrolle schon 1800 für Catalani komponiert hatte (UA: 21. Mai 1800, Venedig). Im Jahr 1808 verdiente sie in einer Saison bei zwei Auftritten pro Woche 60.000 Gulden. In dieser Zeit war ihre größte Konkurrentin die Sängerin Elisabeth Billington (1770–1818):
„Der Wettkampf der größten Sängerinnen unserer Zeit, Billington und Catalani, wird hier immer ernsthafter, […] Billington galt bisher für die erste Sängerin Englands, und Niemand machte ihr diesen Vorzug streitig. Nun erschien Catalani, und trat mit dem ganzen Zauber ihrer Silberstimme, und ihrer reizenden, in der Jugendblühte stralenden Figur auf. Miß Billington, freylich etwas wohl beleibt, und schon stark in den Dreißigern, raffte alle ihre Kunst zusammen, um einer gefährlichen Nebenbuhlerin den Vorzug streitig zu machen. Vergeblich; Catalani zeigt sich mehr und mehr nicht allein als die vollendetste Sängerin, sondern auch als die gewandteste Schauspielerin. Miß Billington fühlt nun selbst diese Ueberlegenheit, und will sich wenigstens auf so lange, bis die gefährliche Catalani England wieder verläßt, in die ländliche Verborgenheit zurück ziehen.“

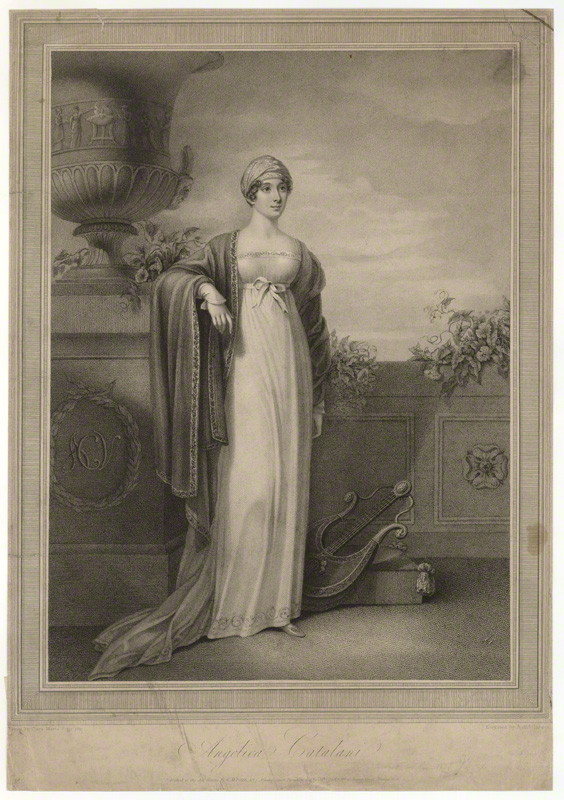
Angelica Catalani im Jahr 1812. Lithographie von Anthony Cardon nach Clara Maria Pope

Die Catalani trat besonders gerne in Konzerten auf, wo sie unter anderem ihre Lieblings-Bravourarie „Son Regina“ aus Portogallos Semiramide oder Kunststücke wie die ursprünglich für Violine komponierten Variationen von Rode oder eine Polacca von Pucitta darbot; ihr Konzertrepertoire bestand außerdem aus Arien von Zingarelli, Rossini, Francesco Morlacchi („Caro suono lusinghiero“) und Paisiello („Nel cor più non mi sento“ aus La bella Molinara), die sie frei und reichlich mit üppigen Verzierungen versah. Mit ihren Darbietungen von „God save the King“ oder „Rule Britannia“ löste sie beim englischen Publikum Enthusiasmus und patriotische Begeisterung aus.
Als 1812 Mozarts Le nozze di Figaro am His Majesty’s Theatre erstaufgeführt wurde, sang sie die Rolle der Susanna; sie trat auch als Vitellia in La clemenza di Tito auf. Ihr „Hauskomponist“ und Begleiter war der in London und später in Paris mit ihr zusammenarbeitende Vincenzo Pucitta, der sehr von dieser Kooperation profitierte und für sie eine Reihe von Opernpartien verfasste, u. a. in La caccia di Enrico IV (1809) und La vestale (1810). Später zerstritt Pucitta sich aber mit Catalanis Gatten Valabrègue.
Als nach dem Sturz Napoleons der Bourbonenherrscher Ludwig XVIII. 1814 wieder nach Frankreich zurückgekehrt war, engagierte er Angelica Catalani, die er häufig in London bewundert hatte, als Direktorin des Théâtre-Italien in Paris. Während Napoleons erneuter kurzzeitiger Machtübernahme während der Herrschaft der Hundert Tage (1815) und in den ersten Monaten der Restauration unternahm die Catalani eine Kunstreise durch Deutschland, Dänemark und Schweden, besuchte dann auch Holland und Belgien und wurde überall mit Enthusiasmus aufgenommen. Danach kehrte sie nach Paris zurück und übernahm zum zweiten Mal die Leitung des Théâtre-Italien. Ihr war jedoch in dieser Funktion wenig Glück beschieden. Ihre Direktionsführung, die auch wegen der Ausrichtung auf die Inszenierung ihrer eigenen Person kritisiert wurde, war ein finanzieller Misserfolg; wohl vor allem wegen der ungeschickten Einmischung ihres Gemahls in die Verwaltung des Theaters. 1818 legte sie ihr Amt nieder.
Etwa um 1817 machten sich erste Stimmprobleme bemerkbar und Catalani vermochte zahlreiche Partien nicht mehr so brillant wie früher darzubieten. Trotzdem machte sie seit 1818 wiederholte Tourneen durch Europa. 1818 war sie zum Aachener Kongress eingeladen und begegnete dort so bedeutenden europäischen Monarchen wie dem österreichischen Kaiser Franz I., dem russischen Zaren Alexander I. sowie dem preußischen König Friedrich Wilhelm III. und gewann Baron Rothschild zu ihrem Vermögensberater. Goethe hörte sie am 14. August 1818 in Karlsbad und dichtete anschließend:
„Im Zimmer, wie im hohen Saal
hört man sich nimmer satt,
denn man begreift zum ersten Mal,
warum man Ohren hat.“

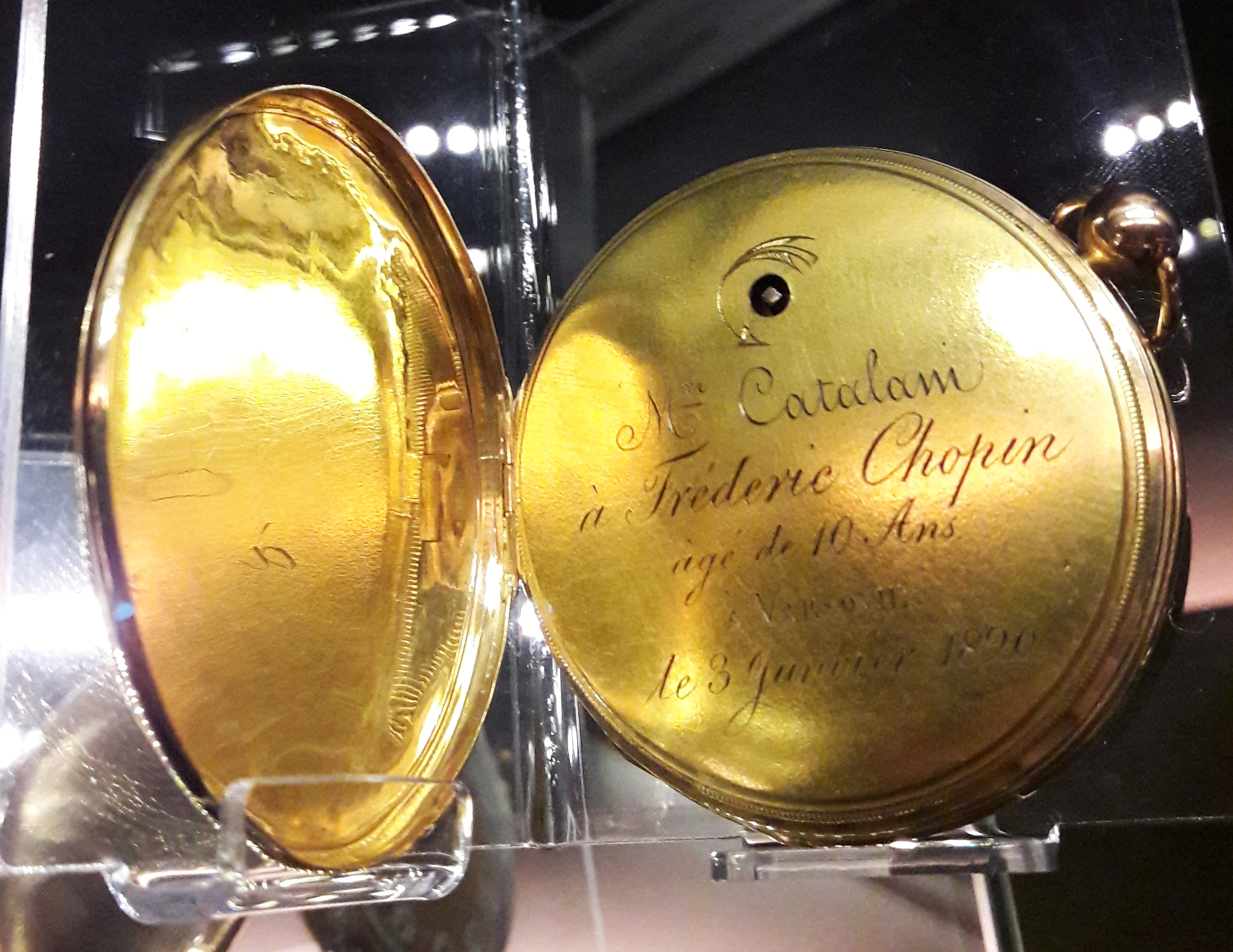
Goldene Taschenuhr, die Chopin im Alter von zehn Jahren von Angelica Catalani geschenkt bekam.

1819 wurde sie in Warschau bejubelt, wo sie am 3. Oktober 1820 dem zehnjährigen Frédéric Chopin wegen seiner besonderen Begabung eine goldene Taschenuhr mit ihrer Widmung schenkte. Im selben Jahr feierte sie auf einer Gastspielreise Erfolge in Riga, Lemberg, Wilna und Brünn und trat im nächsten Jahr in Rumänien auf. Nach London kam sie wieder 1824 und sang hier in Johann Simon Mayrs Farsa Che originali!. Ende 1824 beendete sie ihre Bühnenlaufbahn, trat aber noch 1827 in Berlin und letztmals im Mai 1828 in Schleswig-Holstein und Hannover in Konzerten auf.
Catalani wohnte seit 1830 mit ihrem Gatten und ihren Kindern auf ihrem Gut bei Florenz, wo sie auch eine Gesangsschule stiftete. Zeitweise lebte sie auch zu Paris. Sie konnte als eine der Ersten auf eine in ganz Europa erfolgreiche Gesangskarriere zurückblicken, die ihr einen enormen finanziellen Gewinn eingebracht hatte. Während ihrem Gatten in der Literatur häufig Geiz nachgesagt wird, ließ sie selbst beträchtliche Teile der während ihrer Künstlerlaufbahn erworbenen Gagen den Bedürftigen zugutekommen. Wenn sie z. B. in einer einzigen viermonatigen Londoner Saison 240.000 Francs einnahm, so soll andererseits die von ihr den Armen gespendete Summe insgesamt etwa 2 Millionen Francs betragen haben. Dass sie aber, wie oft angegeben, nach ihrem Rückzug von der Bühne bedürftigen talentierten Mädchen unentgeltlichen Gesangsunterricht erteilt habe, ist nicht belegbar. Im Alter von 69 Jahren erlag sie 1849 in Paris der Cholera. Sie hatte auch mehrere Arien und Lieder komponiert, u. a. die Canzonetta Papa non dite für die Oper Il furbo contro il furbo von Giacomo Gotifredo Ferrari.

## Catalanis Stimme und Kunst

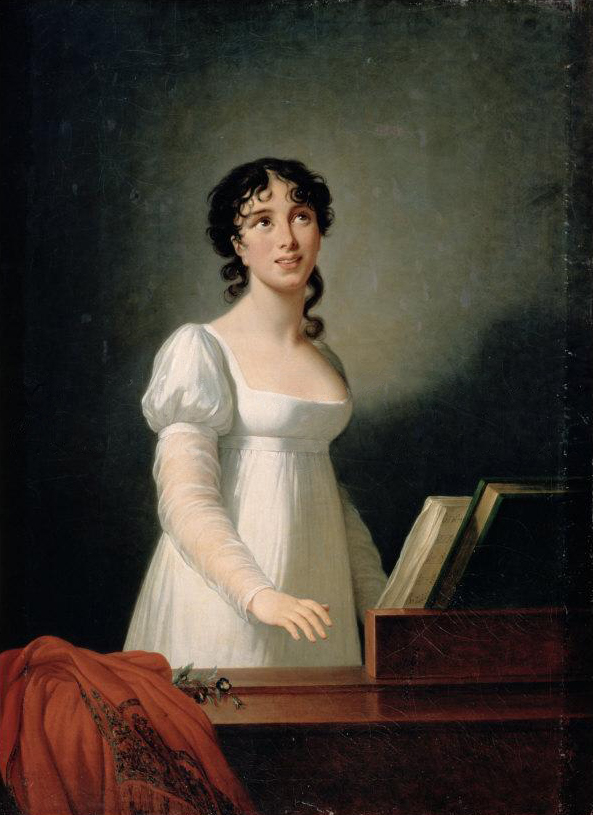
Angelica Catalani 1806. Gemälde von Elisabeth Vigée-Lebrun

Angelica Catalani verband körperliche Schönheit mit einer herrlichen Klangkraft ihrer wohlklingenden Sopranstimme, die sie durch großen Fleiß zu einer virtuosen Kehlfertigkeit gebracht hatte, die in der italienischen Tradition der großen Primadonnen und Kastraten stand. Es sind zahlreiche Äußerungen über ihre Stimme und ihren Gesang überliefert, die sowohl ihre Vorzüge als auch ihre Schwächen beleuchten. Ihre Stimme soll einen enormen Umfang von beinahe drei Oktaven aufgewiesen haben, etwa vom tiefen g oder as bis zum dreigestrichenen f’’’. Sie verfügte über eine verblüffende Geläufigkeit, technische Perfektion in der Ausführung schneller Passagen und war besonders für ihre auf- und absteigenden chromatischen Skalen berühmt – laut Ferris soll sie sogar die erste gewesen sein, die diese Art der Verzierung anwandte, die später von Komponisten wie Rossini, Bellini u. a. häufiger verlangt wurde. Ihre Stimme war über alle Register homogen und beinahe perfekt ausgeglichen.
Obwohl sie in erster Linie und übereinstimmend als Bravoursängerin beschrieben wird, und auch überliefert wird, dass sie ursprünglich aus Schüchternheit nicht besonders gern auf der Theaterbühne agierte, bezeugte z. B. Michael Kelly, der mit ihr in Dublin in ernsten und komischen Opern auftrat, dass sie keineswegs völlig ausdruckslos sang und einen ganz persönlichen interpretativen Zugang hatte, der nicht ohne Charme war.
Der Komponist Louis Spohr, der sie 1817 in einem Konzert im Teatro dei Fiorentini in Neapel hörte (u. a. mit Crescentinis Arie „Ombra adorata“, sowie Arien von Paisiello und Pucitta), bewunderte ihre Agilität und perfekte Intonation, ihre perfekte Ausführung des Trillers – sowohl im Ganzton-, als im Halbton-abstand –, bemerkte jedoch zu diesem Zeitpunkt ihrer Karriere auch eine gewisse Schwäche im Übergang zur Kopfstimme, die sie jedoch durch einen gekonnten Einsatz von mezza voce und „wunderbare“ Effekte bei der Ausführung von absteigenden Skalen zu überspielen verstand. Ihr mezza voce „sowohl unten wie oben“, bestätigt auch Paganini nach einem späten Konzert der Catalani an der Scala 1833, und meinte, der „magische Effekt“ ihres Gesangs entstehe dadurch, dass sie „Alles, was sie mit großer Lautstärke macht, auch mit großer Süße, und pianissimo machen kann“ – ihr fehle aber das rechte Maß und „musikalische Philosophie“.
Was der berühmte Violinvirtuose damit meinte, wurde noch genauer von Lord Mount-Edgcumbe in seiner bekannten Beschreibung von Catalanis Stimme und Gesang dargestellt:
„Von dieser gefeierten Sängerin ist wohlbekannt, dass ihre Stimme von ganz ungewöhnlicher Qualität und zu beinahe übernatürlichen Anstrengungen fähig ist. Wie von Medizinern bemerkt wurde, ist ihre Kehle scheinbar ausgestattet mit einer Kraft zu Ausdehnung und muskulärer Bewegung, die in keinster Weise gewöhnlich sind, und wenn sie ihre ganze Stimme voll aussingt, hat sie ein Volumen und eine Stärke, die ziemlich überraschend sind; während ihre Agilität in den Brechungen, oder wenn sie die Skala in Halbtönen auf und ab läuft, und ihr Umfang, wenn sie mit einem Mal über zwei Oktaven springt, gleichermaßen erstaunlich sind. Es wäre zu wünschen, … dass sie weniger verschwenderisch darin wäre, diese wundervollen Stärken auszuspielen, und wenn sie mehr zu gefallen suchte statt zu überraschen; aber ihr Geschmack ist lasterhaft, ihre exzessive Liebe zum Ornament verdirbt jede einfache Melodie, und ihre größte Freude (in der Tat ihr Hauptverdienst) liegt in Liedern von kühnem und lebhaftem Charakter, wo vieles ihrer Diskretion (oder Indiskretion) überlassen ist, ohne durch eine Begleitung eingeschränkt zu werden, sondern wo sie ad libitum Passagen einfügen kann, mit einem üppigen Überschwang und einer Überfülle, die kein anderer Sänger je besessen oder praktiziert hat, und was sie zu einem fantastischen Exzess treibt.“
Die Catalani bevorzugte (außer zu Beginn ihrer Karriere) eine Musik, die ihr soviel Freiraum wie möglich ließ, sowohl im Umgang mit der Zeit (z. B. durch Agogik), als auch für eigene Verzierungen, was der Grund dafür gewesen sein soll, dass sie Mozarts Musik nicht besonders mochte, weil sie sich durch seine klassisch strenge Kompositionsweise und reiche Instrumentierung eingeengt fühlte.
Über die Koloratursopranistin Henriette Sontag soll die Catalani Mitte der 1820er Jahre gesagt haben: „Sie ist die erste in ihrem Genre, aber ihr Genre ist nicht das erste“ („Elle est la première de son genre, mais son genre n’est pas le premier“). Sie bezog sich damit auf die leichtere Stimmqualität der Sontag, die ein soprano leggiero war und weniger füllig als die von Catalani; daher war die Sontag mehr für Partien der Opera buffa und semiseria geeignet, als für die Opera seria, die nach italienischer Tradition den höchsten Stellenwert hatte.
Die Catalani war so berühmt, dass sie zu einem Synonym für Singen wurde, so wurde beispielsweise die Stimme der Dichterin Annette von Droste-Hülshoff, die vor ihrer Karriere als Schriftstellerin und Poetin auch komponierte und begeistert im Familienkreise sang, mit der Stimme der Catalani verglichen – sicher ein etwas übertriebener Euphemismus.

## Rollen für Catalani
Es folgt eine (unvollständige) Liste von Partien, die für Angelica Catalani geschrieben wurden. Andere Rollen werden z. T. im Text genannt, aber nicht hier aufgelistet. Fast alle genannten Opern sind heute vergessen, von ganz wenigen existieren Ausschnitte auf CD („Son Regina“ aus Portogallos Semiramide & eine Arie aus Nicolinis Baccanali di Roma), die einen gewissen Eindruck von Catalanis Stimme und Gesang vermitteln. Die meisten Opern stammen von Zingarelli, Pucitta und dem portugiesischen Komponisten Marcos António Portugal, genannt „Portogallo“.
- Carolina in Carolina e Mexicow von Niccolò Antonio Zingarelli, UA: 26. Dezember 1797, Venedig, Teatro La Fenice; zusammen mit Luigi Marchesi
- Lidia in Lauso e Lidia von Giovanni Simone Mayr, UA: 14. Januar 1798, Venedig, Teatro La Fenice; mit Luigi Marchesi
- Polissena in Pirro, re di Epiro von Niccolò Antonio Zingarelli, UA: Herbst 1798, Livorno, Teatro degli Accademici Avvalorati; mit Luigi Marchesi und Gaetano Crivelli
- Titelrolle in Ifigenia in Aulide von Giuseppe Mosca, UA: 1. Februar 1799 in Rom, Teatro Argentina
- Mezio Curzio in Il ratto delle Sabine von Niccolò Antonio Zingarelli, UA: 26. Dezember 1799, Venedig, Teatro La Fenice
- Atamaro in Li sciti von Giovanni Simone Mayr, UA: 21. Februar 1800, Venedig, Teatro La Fenice
- Cleopatra in La morte di Cleopatra von Sebastiano Nasolini, UA: 21. Mai 1800, Venedig, Teatro La Fenice
- Titelrolle in Clitennestra von Niccolò Antonio Zingarelli, UA: 26. Dezember 1800, Mailand, Teatro alla Scala
- Fecennia in I baccanali di Roma von Giuseppe Nicolini, UA: 21. Januar 1801, Mailand, Teatro alla Scala[25]
- Semiramide in La morte di Semiramide von Marcos António Portugal, UA: 23. Dezember 1801, Lissabon, Teatro de São Carlos; mit Girolamo Crescentini[26]
- Titelrolle in La Zaira von Marcos António Portugal, UA: 19. Februar 1802, Lissabon, Teatro de São Carlos; mit Girolamo Crescentini
- Clelia in Il trionfo di Clelia von Marcos António Portugal, UA: Winter 1802, Lissabon, Teatro de São Carlos; mit Girolamo Crescentini
- Titelrolle in La Sofonisba von Marcos António Portugal, UA: Karneval 1803, Lissabon, San Carlos; mit Girolamo Crescentini
- Jella in La pulcella di Rab von Valentino Fioravanti, UA: Karneval 1804, Lissabon, Teatro de São Carlos
- Titelrolle in La Merope von Marcos António Portugal, UA: Winter 1804, Lissabon, Teatro de São Carlos
- Titelrolle in Ginevra di Scozia von Marcos António Portugal, UA: Winter 1805, Lissabon, Teatro de São Carlos
- Amelia in Il duca di Foix von Marcos António Portugal, UA: Winter 1805, Lissabon, Teatro de São Carlos
- Vonima in La morte di Mitridate von Marcos António Portugal, UA: Karneval 1806, Lissabon, Teatro de São Carlos
- Giulia in La vestale von Vincenzo Pucitta, UA: 3. Mai 1810, London, King’s Theatre in the Haymarket; mit Diomiro Tramezzani.[27]
- Rosselane in Il trionfo di Rosselane, ossia Le tre sultane von Vincenzo Pucitta, UA: 1811, London, King’s Theatre in the Haymarket
- Titelrolle in Ginevra di Scozia von Vincenzo Pucitta, UA: 16. April 1812, London, King’s Theatre in the Haymarket